# Realfilm
Realfilm (auch Realverfilmung; engl. live action movie) ist eine heute ungebräuchliche Bezeichnung für einen fiktionalen Film, gedreht unter Anwendung einer verbreiteten Produktionstechnik, die darin besteht, reale Bewegungen von Schauspielern mit einer Filmkamera aufzunehmen. Ursprünglich unterschied man im fiktionalen Film zwischen Film und (Zeichen-)Trickfilm. Mit der zunehmenden Verbreitung von computergenerierten Filmen in den letzten beiden Jahrzehnten, bei denen Schauspieler durch virtuelle Figuren ersetzt sind, wurde zur Schaffung einer marketingstrategischen Abgrenzung der Begriff Realfilm anstelle von Film etabliert. Gemeint ist damit ein gewöhnlicher fiktionaler Film oder eine Fernsehserie, bei der lebende Schauspieler vor der Kamera in ihren Rollen agieren, üblicherweise in Form einer Inszenierung. Das Gegenstück zum (Real-)Film war der Animationsfilm, mit seinen Untergattungen wie Zeichentrickfilm oder Computeranimationsfilm.
Seit dem Aufkommen des Computer Generated Imagery (CGI) und der Durchmischung der Stilmittel Animation und Realfilm in der Filmproduktion wird der Begriff im Marketing für die ab etwa 2010 produzierten CGI-Computer-Animationsverfilmungen der als „Meisterwerke“ benannten Disney-Filme und deren Neuverfilmungen eingesetzt.
Die Verbreitung des Begriffs Realfilm im deutschen Wortschatz ist selten. Üblicherweise wird in der Alltagssprache nach wie vor der Begriff Film verwendet, wenn auf einen Realfilm Bezug genommen wird.